# Lena Yada
Lena Yada (auch Leena Yada, früher auch Ninja Yada) (* 12. November 1978 in Honolulu, Hawaii) ist ein japanisch-amerikanisches Model, Schauspielerin, Surferin und Wrestlerin. Zurzeit arbeitet sie bei WWE als Backgroundreporterin.

## Leben
Am 4. Januar 2008 begann Yada ihre aktive In-Ring-Karriere als Wrestlerin. 2008 bestritt sie Matches für die World Wrestling Entertainment und Florida Championship Wrestling. Im Jahr 2009 folgte ein Match für die National Wrestling Alliance (NWA), National Wrestling Alliance Pro Wrestling und Pro Wrestling Revolution. Yada war zeitweise als Managerin den Wrestlerinnen Layla El und Lisa Marie Varon zugeordnet. Ferner war sie WWE Diva.
Als Surferin erreichte sie mit Jason Lusk im Jahr 2006 den Platz 7 der Tour der International Surfing Association (ISA). Die Ergebnisse in den Folgejahren waren 2007 Platz 13 und 2008 Platz 16. 2008 erreichte sie mit Lusk Platz 27 bei der World Tandem Tour (WTT). Im August 2007 erreichte sie das Viertelfinale beim World Title of Tandem Surfing im Tandemsurfen an der Seite von Jason Lusk.
Neben ihren Sportkarrieren wurde Yada als Miss Hawaiian Tropic Japan ausgezeichnet. Am 25. September 2011 heiratete sie den Sänger der Band Disturbed, David Draiman. 2023 wurde die Ehe geschieden.

## Auftritte in Wrestling-Shows (Auswahl)
- 2007–2008: SmackDown (4 Folgen)
- 2007–2008: WWE Raw (3 Folgen)
- 2008: Extreme Championship Wrestling (10 Folgen)

## Filmografie
- 2000: Son of the Beach - Empty the Dragon
- 2005: Casting Ripe Live (Serie)
- 2007: Chuck und Larry – Wie Feuer und Flamme (I Now Pronounce You Chuck & Larry)
- 2008: Squeegees
- 2010: Wrestlicious Takedown (Serie)